# Nóra Bujdosó
Nóra Nagy-Bujdosó, née le 18 novembre 1985 à Budapest (Hongrie), est une joueuse de basket-ball hongroise.

## Biographie
Après avoir joué plusieurs saisons à Pécs, elle rejoint l'autre club hongrois de Gyor qu'elle quitte en janvier 2013 pour retourner à Pécs alors qu'elle alignait des moyennes de 12 points, 6,8 rebonds et 2,4 passes décisives en Euroligue et 10,3 points, 7 rebonds et 2,4 passes en championnat, après avoir apporté une contribution décisive pour sa dernière rencontre lors d'une victoire contre Rivas Ecoplois avec 20 points à 9 tirs réussis sur 13, 5 rebonds et 5 passes.
En 2013-2014 au PEAC Pecs, ses statistiques moyennes sont de 10,5 points et 3,6 rebonds en Eurocoupe, 10,3 points, 4,0 rebonds en Middle European League et 9,1 points et 5,8 rebonds en championnat hongrois. Elle signe pour l'année suivante avec UNIQA Euroleasing Sopron.

## Club
- 2004-2007 :  MiZo Pécs
- 2007-2009 :  CJM Bourges Basket
- 2009-2011 :  MiZo Pécs
- 2011-2013 :  Seat-Szese Győr
- 2013-2014 :  MiZo Pécs
- 2014- :  PEAC Pecs
- 2015- :  UNIQA Euroleasing Sopron

## Palmarès

### Club
- Championne de France : 2008
- Championne de Hongrie 2005, 2006
- Vainqueur de la Coupe de Hongrie 2005, 2006
- Vainqueur du Tournoi de la Fédération 2008